# Saison 6 des Enquêtes de Murdoch
Chronologie
Saison 5 Saison 7
La sixième saison des Enquêtes de Murdoch est constituée de treize épisodes. Elle a été diffusée du 7 janvier au 15 avril 2013 à la suite de la rediffusion de la cinquième saison sur CBC qui a débuté le 17 septembre 2012.

## Synopsis
Julia tent d'annuler son mariage. Le crash d'une machine volante fait deux victimes. Winston Churchill est suspect dans une affaire de meurtre. Plus extraordinaire encore, Murdoch rencontre Sherlock Holmes.

## Distribution

### Acteurs principaux
- Yannick Bisson (VF : Jean-Philippe Puymartin) : Détective William Murdoch
- Thomas Craig (VF : Patrice Dozier) : Inspecteur Thomas Brackenreid
- Jonny Harris (VF : Luc Arden) : Agent George Crabtree
- Hélène Joy (VF : Dominique Westberg) : Dre Julia Ogden
- Lachlan Murdoch (VF : Philippe Bozo) : Agent Henry Higgins
- Georgina Reilly (VF : Barbara Delsol) : Dre Emily Grace

### Acteurs récurrents
- Arwen Humphreys (VF : Marie-Laure Dougnac) : Margaret Brackenreid (2 épisodes)
- Jonathan Watton (VF : Patrick Mancini) : Dr Darcy Garland (5 épisodes)
- Nigel Bennett (VF : Georges Claisse) : Percival Giles, Chef du service de police (3 épisodes)
- Kristian Bruun (VF : Cédric Dumond) : Agent Augustus « Slugger » Jackson (5 épisodes)
- Michael Seater (VF : Franck Lorrain) : James Gillies (2 épisodes)
- Charles Vandervaart (VF : Maxime Baudouin) : John Brackenreid (2 épisodes)
- Jayden Greig (en) : Bobby Brackenreid (2 épisodes)
- Sten Eirik : Dr Daniel Clark (2 épisodes)

### Invités
- Peter Stebbings (VF : Alexis Victor) : James Pendrick
- Peter Keleghan (VF : Lionel Henry (acteur)) : Terrence Meyers
- Matthew Bennett (VF : Bertrand Liébert) : Allen Clegg
- Derek Bogart : Wilbur Wright (non-crédité)
- Daniel Cristofori : Orville Wright (non-crédité)
- Thomas Howes : Winston Churchill
- Geraint Wyn Davies (en) (VF : Michel Dodane) : Arthur Conan Doyle
- David Onley : Oliver Mowat

## Liste des épisodes
1. La conquête du ciel
2. Du sang et des lames
3. Au diable les bonnes manières !
4. Quand Murdoch rencontre Sherlock
5. Murdoch au naturel
6. Le nuage de mort
7. Le fantôme de Queen's Park
8. Au malheur des dames
9. Frères d'armes
10. Femmes savantes
11. Les amants maudits
12. Crime rationnel
13. Petit jeu entre ennemis

### Épisode 1:La conquête du ciel
- Canada : 7 janvier 2013 sur CBC
- France : 13 octobre 2013 sur France 3

- Canada : 1.18 millions de téléspectateurs
- France : 3.65 millions de téléspectateurs

- David MacInnis : Sergent recruteur
- Jamie Abrams : Harry
- Rick Hughes : Arthur
- Tim MacLean : Arthurs
- Scott Leaver : Suspect au bras mouillé (non-crédité)

### Épisode 2:Du sang et des lames
- Canada : 14 janvier 2013 sur CBC
- France : 13 octobre 2013 sur France 3

- Canada : 0.97 millions de téléspectateurs
- France : 3.60 millions de téléspectateurs

- Kelli Fox : Mme Gertrude Miller
- Jeff Lillico : Reginald Mayfair
- Michael Ayres : Mr. Ahmadi
- Ed Sahely : Mr. Purcell
- Christopher Stanton : Barman de Murphy
- Owen Bevan : Reagan
- Emmanuel Kabongo : Al
- David Schaap : Vinwosni Barkeep
- Gary Krawford : Lawrence
- Mark Ingram : Mr. Miller
- Peter Messaline : Edward
- Marcel Stewart : Jim Carver
- Darcy Campbell : Femme témoin

### Épisode 3:Au diable les bonnes manières!
- Canada : 21 janvier 2013 sur CBC
- France : 20 octobre 2013 sur France 3

- Canada : 0.96 millions de téléspectateurs
- France : 3.27 millions de téléspectateurs

- Janet-Laine Green : Mme. Lynd
- Stephanie Belding : Mme. Jean Palmerston
- Philip Williams : Jack le Boucher
- Alex Poch-Goldin : Robert Grimsby
- Courtenay J. Stevens : Prédicateur de la boîte à savon
- Billy Otis : Mendiant dément
- Tony De Santis : Homme à la pizza
- Conrad Coates : Homme de mission
- Mary Francis Moore : Mme. Leeman
- Tim Progosh : Mr. Edgar Leeman

### Épisode 4:Quand Murdoch rencontre Sherlock
- Canada : 28 janvier 2013 sur CBC
- France : 20 octobre 2013 sur France 3

- Canada : 1.51 millions de téléspectateurs
- France : 3.27 millions de téléspectateurs

- Andrew Gower : Sherlock Holmes / David Kingsley
- Michael Rhoades : Oscar Kingsley
- Michael Copeman : Directeur de banque
- Steve Boyle : Sebastian Moran
- Andrew Loder : Garde
- Barry Flatman : Garde
- Ty Kostyk : Machiniste
- Costa Kamateros : Chauffeur de l'escapade
- Maxi Jennings : Fille aux fleurs
- Darryl Flatman : Garde #2 (non-crédité)
- Dave McMullan : Préposé à la morgue (non-crédité)

### Épisode 5:Murdoch au naturel
- Canada : 4 février 2013 sur CBC
- France : 27 octobre 2013 sur France 3

- Canada : 1.05 millions de téléspectateurs
- France : 4.12 millions de téléspectateurs

- Patrick Garrow : Helmut Lindemann
- Tricia Braun : Irene Lindemann
- Amber Goldfarb : Hannah Rice
- Helen Johns : Jean Hamilton
- Matt Burkhart : Arthur Gibbons
- Ryan Tilley : Declan Black
- Gerry Mendicino : Dr. Antonio Rico
- Drew Adkins : Garçon
- Nicholas Kaegi : Garçon
- Talia Russo : Nudiste (non-créditée)

### Épisode 6:Le nuage de mort
- Canada : 11 février 2013 sur CBC
- France : 27 octobre 2013 sur France 3

- Canada : 1.17 millions de téléspectateurs
- France : 3.70 millions de téléspectateurs

- David Huband : Maire Clarkson
- Raoul Bhaneja (en) : Dr. Sanjay Prasad
- Kyle Labine : Russell Bowes
- Tess Degenstein : Mary Knowles
- Clark Copland : Riley Flynn
- Greg Dunham : Gilbert O'Malley
- Vince Carlin : Homme âgé
- Sascha Cole : Jeune mère
- Daniel Ruth : Artie

### Épisode 7:Le fantôme de Queen's Park
- Canada : 25 février 2013 sur CBC
- France : 4 novembre 2013 sur France 3

- Canada : 0.90 millions de téléspectateurs
- France : 3.69 millions de téléspectateurs

- Chris Britton : Thaddeus Walsh
- Taylor Trowbridge : Lorraine Monteith
- Robert Clarke : Howard Briggs
- Drew Carnwath : Samuel Jenkins
- Keith Kemps : Professor Paul Monteith
- Lynne Deragon : Mrs. Imogene Fraser
- Leslie Carlson : Dr. Ansel Fraser
- Emily Coutts : Dactylographe
- Katie Swift : Dactylographe

### Épisode 8:Au malheur des dames
- Canada : 4 mars 2013 sur CBC
- France : 10 novembre 2013 sur France 3

- Canada : 1.06 millions de téléspectateurs
- France : 3.62 millions de téléspectateurs

- Daiva Johnston : Eva Pearce
- Clara Pasieka : Pearl Redmund
- Michael Therriault : Mr. John Craig Eaton
- Adam Butcher : Jake Barker
- Michelle Coburn : Helen Richardson
- Yulia Petrauskas : Florence Sykes
- Greg Gale : Jim Sykes
- Pascal Langdale : Preston Monk
- Terrence Bryant : Mr. Bennett
- Rob deLeeuw : Gerald Biskind
- Rory O'Shea : Gentleman
- Ava Himmel : Fille du magasin (non-créditée)

### Épisode 9:Frères d'armes
- Canada : 11 mars 2013 sur CBC
- France : 17 novembre 2013 sur France 3

- Canada : 1.07 millions de téléspectateurs
- France : 3.49 millions de téléspectateurs

- Tattiawna Jones : Louise Butler
- Matthew MacFadzean : Mr. Hobson
- John Bourgeois : Warden Browning
- Allan James Cooke : Reginald Pullen
- Wayne Ward : Guard Potter
- Nick Alachiotis : Nathan Turnbow
- Anthony Gerbrandt : Richard Walker
- Jeff Pustil : Samuel MacGinnis
- Aaron Berg : Leeland Flowers
- Eric Trask : Dr. Robinson
- John Callander : Homme aux bandages

### Épisode 10:Femmes savantes
- Canada : 18 mars 2013 sur CBC
- France : 24 novembre 2013 sur France 3

- Canada : 1.22 millions de téléspectateurs
- France : 3.10 millions de téléspectateurs

- Paula Brancati : Sophia Lucas
- Zaib Shaikh : Professeur Mahmoud Bahmanyar
- John Bregar : Alvin Storey
- Jonathan Keltz : Ralph Bridgewater
- Lara Gilchrist : Eustacia Stokes
- Jonathan Koensgen : Kane Mueller
- Kimberly-Sue Murray : Hilda Gregson
- Molly Kidder : Judith Winslow
- Sharon McFarlane : Mme. Richards
- Stuart Dowling : Martin Jones
- Lisa Charleyboy : Marianne Storey
- Ruth Goodwin : Amelia Richards (non-créditée)
- Melissa Mae Lloyd : Ethel Morgan (non-créditée)
- Krystal Meadows : Virginie Rousseau (non-créditée)

### Épisode 11:Les amants maudits
- Canada : 25 mars 2013 sur CBC
- France : 1er décembre 2013 sur France 3

- Canada : 1.00 millions de téléspectateurs
- France : 3.49 millions de téléspectateurs

- Mary Krohnert : Melanie Shropshire
- Sheila McCarthy : Felicity Dowes
- Antonio Cupo : Carl Rodriguez
- Cheri Maracle : Isabelle Webster
- Rian Michelsen : Hawkins - Garçon d'écurie
- Nicholas Rice : Verger
- Greg Campbell : Propriétaire de la galerie
- Andrew Bigelow : Témoin
- Adam David : Employé de bureau
- Tom Bishop Sr. : Garçon d'écurie

### Épisode 12:Crime rationnel
- Canada : 8 avril 2013 sur CBC
- France : 8 décembre 2013 sur France 3

- Canada : 1.00 millions de téléspectateurs
- France : 3.40 millions de téléspectateurs

- Mary Krohnert : Melanie Shropshire
- Neil Crone : Procureur de la Couronne Gordon
- James Conway : Avocat de la défense
- David Schurmann : Juge Matthews
- Melee Hutton : Mme. Weller
- Laura de Carteret : Mme. Smythe
- Mark Gibson : Président du jury
- Joe Parro : Contremaître de la brasserie
- Chris Scian : Artiste judiciaire (non-crédité)
- Thom Sears : Agent Evans (non-crédité)

### Épisode 13:Petit jeu entre ennemis
- Canada : 15 avril 2013 sur CBC
- France : 15 décembre 2013 sur France 3

- Canada : 1.10 millions de téléspectateurs
- France : 3.53 millions de téléspectateurs

- David Schurmann : Juge Matthews
- Sarah Wilson : Tess Moffatt
- Justin Skye Conley : Harold Long
- Charlotte Gowdy : Sœur de Dolly
- Garfield Andrews : Barman
- Kevin Jollimore : Patron
- Laura de Carteret : Mme Smythe
- Karen Ivany : Superviseuse du central téléphonique
- Darrin Baker : James Conway (non-crédité)
- Melee Hutton : Mme Weller (non-créditée)